# رافاييل مورينو فالي
رافاييل مورينو فالي (بالإسبانية: Rafael Moreno Valle)‏ هو سياسي مكسيكي، ولد في 13 أغسطس 1917 في المكسيك، وتوفي في 13 فبراير 2016 في مدينة مكسيكو في المكسيك. حزبياً، نشط في حزب العمل الوطني.